# نبردناو کلاس ریچلو
نبردناو کلاس ریچلو (به انگلیسی: Richelieu-class battleship) یک کلاس از کشتی است که طول آن ۲۴۷٫۸۵ متر (۸۱۳٫۲ فوت) می‌باشد.